# Chery Omoda 5
El Chery Omoda 5 es un crossover compacto producido por el fabricante de chino Chery desde 2021. El Chery Omoda 5 se presentó en el Salón del automóvil de Guangzhou de 2021. Omoda es el nombre de la nueva gama global de productos Chery después de la gama Tiggo. Según Chery, la letra "O" en Omoda significa "nuevo a estrenar", mientras que "Moda" significa una tendencia de moda.[cita requerida]

## Desarrollo y diseño

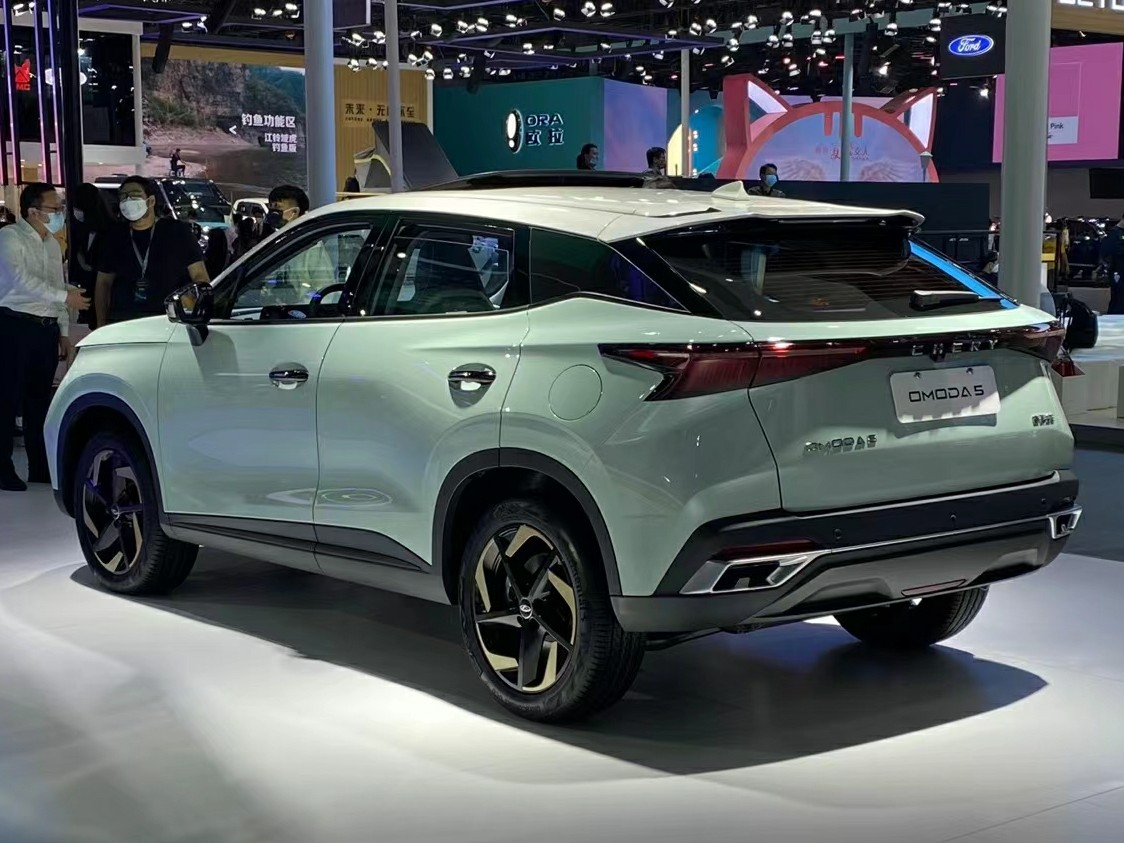
Vista lateral-trasera

Conocido con el nombre en clave XC antes de su lanzamiento, el Omoda 5 es el primer modelo crossover de productos Chery 4.0 que incluye el nuevo lenguaje de estilo "Art in Motion" de Chery que se lanzó en el segundo trimestre de 2022 .
El interior del Omoda 5 está equipado con dos pantallas digitales de alta definición curvas e integradas de 10,25 pulgadas (26,0 cm) que proporcionan un control intuitivo de la configuración de manejo, clima y entretenimiento.

## Características técnicas
El Omoda 5 se presenta con un motor turbo Kunpeng Power ACTECO TGDI de 1.6 litros con 197 CV (194 HP; 145 kW) y un par máximo de 290 N·m (214 lb·pie) acoplado a una transmisión de doble embrague de 7 velocidades. Más tarde se añadieron una versión con un motor de 1.5 litros sin compresor, otra versión con un motor turbo de 1.5 litros y un otro híbrido suave de 48 V.

## Lanzamiento
El Omoda 5 se lanzó al mercado chino en 2022 y la producción comenzó en febrero de 2022, con planes de lanzamiento en Rusia, Europa, Australia, Nueva Zelanda, Malasia, Birmania, Vietnam, en Ucrania, Tailandia, Indonesia Sudáfrica, Brasil e incluso Costa Rica.

## Mercado europeo
Con orientación al mercado europeo, el Grupo Chery ultimó las negociaciones en abril de 2024, cara un acuerdo con Btech para fabricar el Omoda 5, entre otros, en las antiguas instalaciones de Nissan en Barcelona, marcando un nuevo hito en la historia de la industria automotriz en la región.

## Versión eléctrica
El Omoda 5 EV es la versión eléctrica. Tiene un motor delantero que produce 203 CV (200 HP; 149 kW) y 340 N·m (251 lb·pie) de par máximo. Tiene una batería de 61 kWh (220 MJ) de tipo LFP suministrada por CATL. Homologa una autonomía en ciclo combinado de 430 km (267 millas). Acelera de 0 a 100 km/h (0 a 62 mph) en 7.6 segundos.

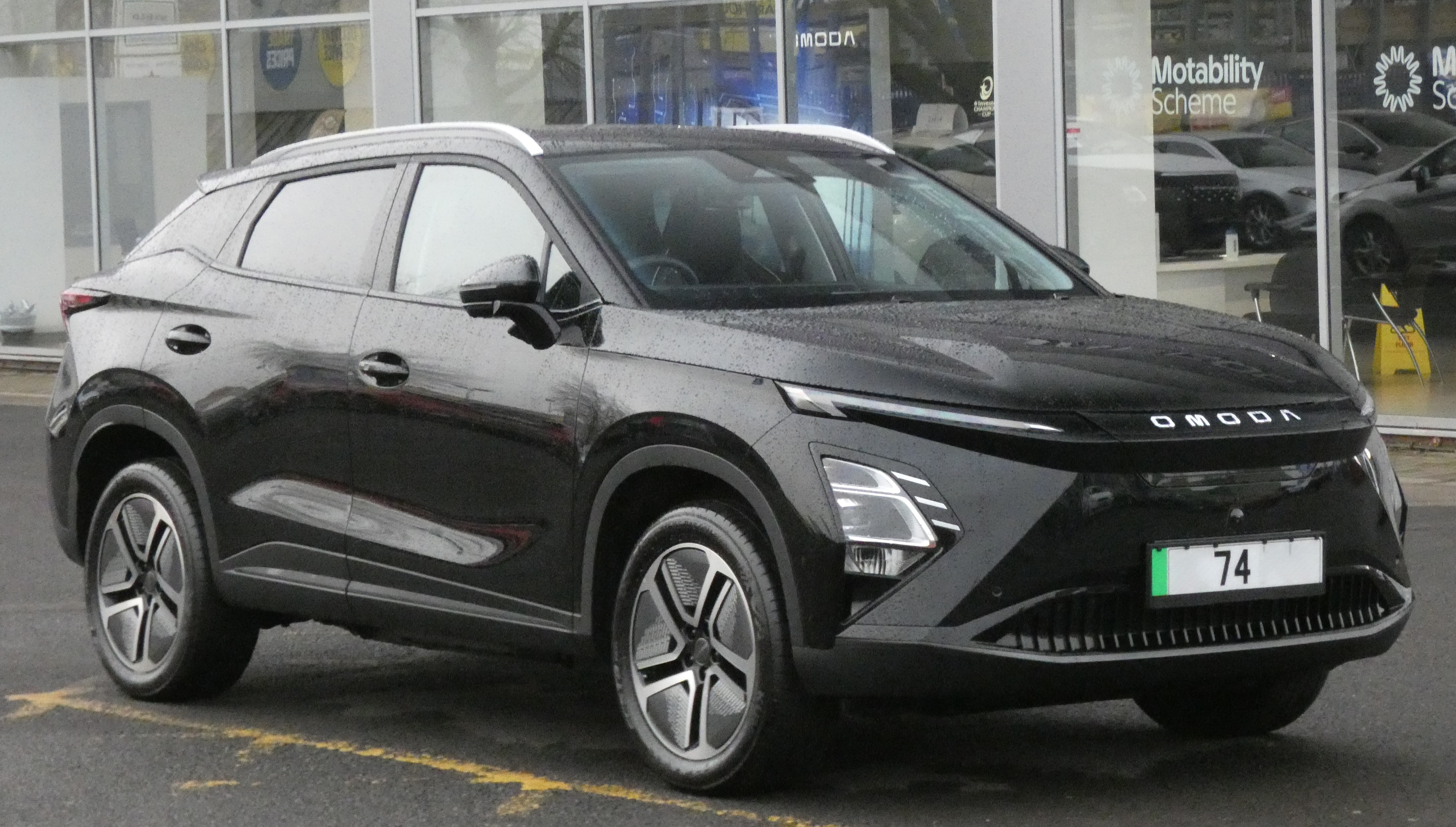
E5 Noble EV de 2024
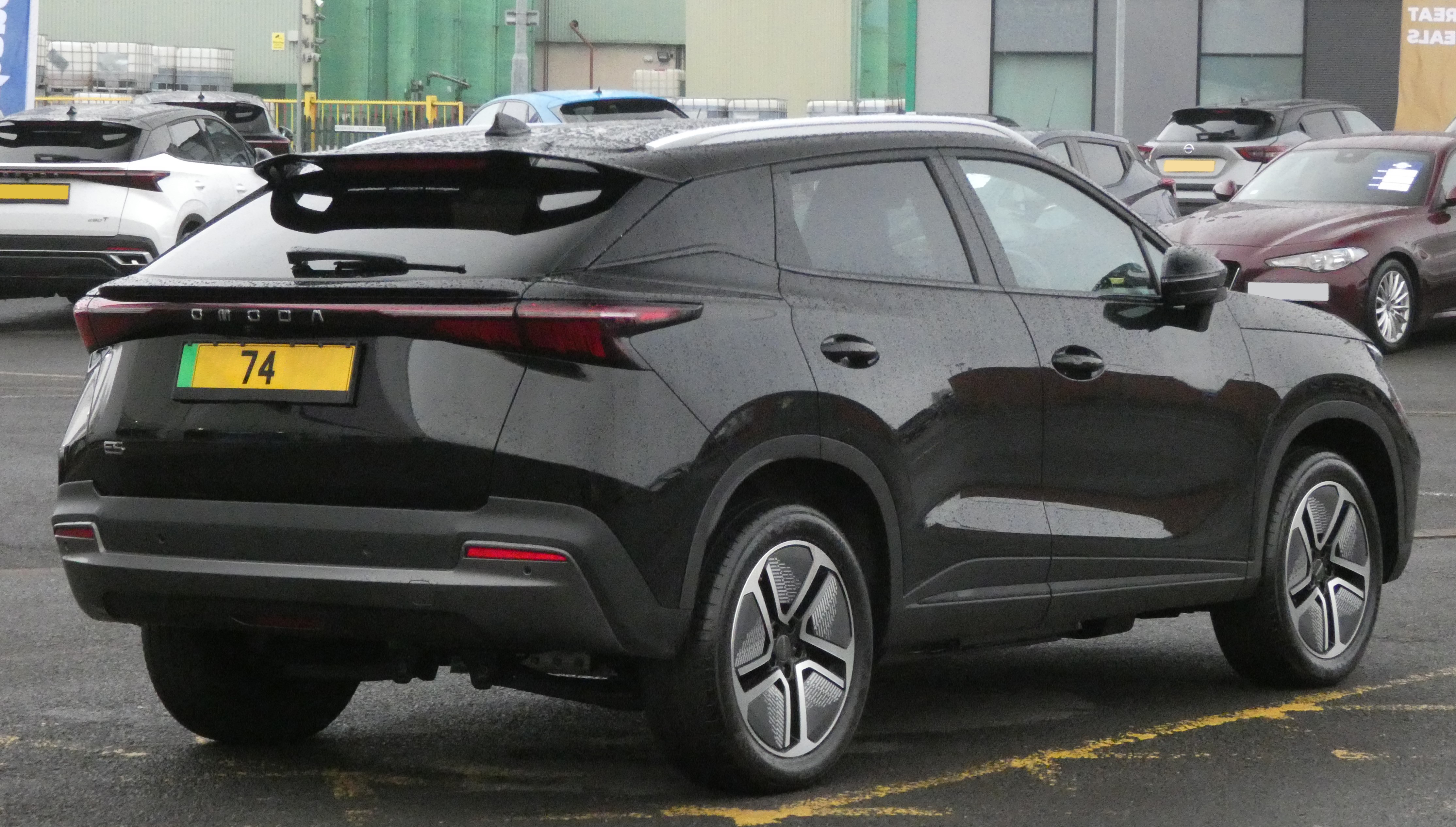
Vista lateral-trasera